# DPR Ian

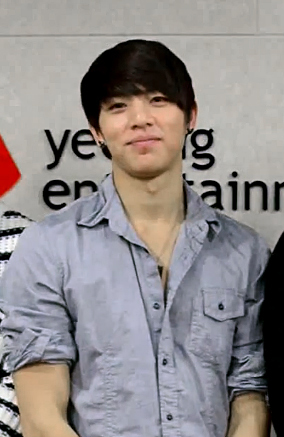
DPR Ian (2012)

DPR Ian (* 6. September 1990 in Sydney, als Christian Yu; koreanisch 유바롬 Yu BaRom) ist ein australisch-südkoreanischer Sänger und Rapper. Er war Mitglied der südkoreanischen Boygroup C-Clown, wo er den Namen Rome trug.

## Leben
Christian Yu wurde in Sydney geboren und von einer alleinerziehenden Mutter aufgezogen, nachdem sein Vater die Familie verließ, als Yu noch sehr klein war. Yu besuchte die Wollongong High School of the Performing Arts, wo er unter anderem Teil einer Band war. Mit 18 Jahren begann er Videos auf YouTube hochzuladen. Nach der Schule studierte er ein Jahr Kunstwissenschaft an der Universität Sydney, zog dann jedoch nach Südkorea um eine Karriere als Tänzer zu beginnen. Dort wurde er bei einer Straßen-Audition von Yedang Entertainment entdeckt und zum K-Pop-Idol aufgebaut.
Er wurde Leader der K-Pop-Gruppe C-Clown und nahm das Pseudonym Rome an, der auf seinem koreanischen Namen „Ba-rom“ basiert. Für Yedang Entertainment war es die erste Idol-Gruppe. 2012 startete die Band, die vier Minialben veröffentlichte, die alle in den südkoreanischen Gaon Chart landeten. Die Gruppe löste sich im April 2015 auf, nachdem Rome auf Instagram seinen bürgerlichen Namen wieder annahm und gegen seine Kunstfigur protestierte.
Gemeinsam mit DPR Live, DPR Cream und DPR REM gründete er das Label Dream Perfect Regime (DPR) – wodurch alle Mitglieder sich ein DPR vor den eigenen Namen setzten. Damit wurde er zu DPR Ian. 2021 erschien seine erste EP Moodswings in This Order, die Platz 40 der koreanischen Charts erreichte. Sein erstes Album Moodswings in to Order war auch international erfolgreich.

## Diskografie

### Alben
| Jahr | Titel                  | Höchstplatzierung, Gesamtwochen, AuszeichnungChartplatzierungen (Jahr, Titel, Platzierungen, Wochen, Auszeichnungen, Anmerkungen) | Höchstplatzierung, Gesamtwochen, AuszeichnungChartplatzierungen (Jahr, Titel, Platzierungen, Wochen, Auszeichnungen, Anmerkungen) | Höchstplatzierung, Gesamtwochen, AuszeichnungChartplatzierungen (Jahr, Titel, Platzierungen, Wochen, Auszeichnungen, Anmerkungen) | Anmerkungen                                               |
| Jahr | Titel                  | KR | DE | US | Anmerkungen                                               |
| ---- | ---------------------- | --- | --- | --- | --------------------------------------------------------- |
| 2022 | Moodswings in to Order | KR30 (1 Wo.)KR | DE38 (1 Wo.)DE | US146 (1 Wo.)US | Erstveröffentlichung: 29. Juli 2022 Verkäufe: KR: + 3.100 |

### EPs
| Jahr | Titel                    | Höchstplatzierung, Gesamtwochen, AuszeichnungChartplatzierungen (Jahr, Titel, Platzierungen, Wochen, Auszeichnungen, Anmerkungen) | Höchstplatzierung, Gesamtwochen, AuszeichnungChartplatzierungen (Jahr, Titel, Platzierungen, Wochen, Auszeichnungen, Anmerkungen) | Höchstplatzierung, Gesamtwochen, AuszeichnungChartplatzierungen (Jahr, Titel, Platzierungen, Wochen, Auszeichnungen, Anmerkungen) | Anmerkungen                           |
| Jahr | Titel                    | KR | CH | US | Anmerkungen                           |
| ---- | ------------------------ | --- | --- | --- | ------------------------------------- |
| 2021 | Moodswings in This Order | KR40 (1 Wo.)KR | — | — | Erstveröffentlichung: 12. März 2021   |
| 2023 | Dear Insanity…           | KR31 (1 Wo.)KR | CH79 (1 Wo.)CH | US138 (1 Wo.)US | Erstveröffentlichung: 6. Oktober 2023 |
| 2024 | Saint                    | — | — | — | Erstveröffentlichung: 7. Juni 2024    |

### Singles
- 2020: So Beautiful
- 2020: No Blueberries (feat. CL und DPR Live)
- 2022: Ballroom Extravaganza
- 2023: Peanut Butter & Tears
- 2023: So I Danced/Don’t Go Insane
- 2024: Saint